# 日本武道学会
日本武道学会（にほんぶどうがっかい、英称：Japanese Academy of Budo）は、日本の武道の学会。

## 概要
現代武道と古武道の研究、学会大会開催、機関誌「武道学研究」の発行を行う。日本学術会議協力学術研究団体。

## 組織

### 本部事務局
- 日本武道館内

### 支部会
- 東京支部
- 埼玉支部
- 山梨支部
- 東海支部
- 北信越支部
- 関西支部
- 中四国支部

### 専門分科会
- 柔道専門分科会
- 剣道専門分科会
- 空手道専門分科会
- 弓道専門分科会
- 相撲専門分科会
- なぎなた専門分科会
- 障害者武道専門分科会

## 沿革
- 1968年（昭和43年）
  - 2月3日　創立
  - 8月3日-8月4日　第1回大会開催

## 歴代会長
1. 正力松太郎
2. 松前重義
3. 今村嘉雄
4. 山中吾郎
5. 毛利松平
6. 小谷澄之
7. 石川忠雄
8. 田中鎮雄
9. 浅見高明
10. 百鬼史訓